# Úrvalsdeild (2007)
Sezon 2007 był 96. sezonem o mistrzostwo Islandii. Drużyna FH nie obroniła tytułu mistrzowskiego, zdobył go natomiast zespół Valur, zdobywając trzydzieści osiem punktów w osiemnastu meczach. Z uwagi na poszerzenie ligi do 12 zespołów w sezonie 2008, po sezonie spadł tylko jeden zespół – Víkingur Reykjavík.

## Drużyny
Po sezonie 2006 z ligi spadły zespoły Grindavík i ÍB Vestmannaeyja, z 1. deild awansowały natomiast drużyny Fram i HK.
| Uczestnicy poprzedniej edycji                                                                                 | Uczestnicy poprzedniej edycji | Uczestnicy poprzedniej edycji | Uczestnicy poprzedniej edycji |
| --- | ----------------------------- | ----------------------------- | ----------------------------- |
| FH | FH                            | 1                             |                               |
| KRE | KR                            | 2                             |                               |
| VAL | Valur                         | 3                             |                               |
| ÍBK | Keflavík                      | 4                             |                               |
| BRE | Breiðablik                    | 5                             |                               |
| ÍA | Akraness                      | 6                             |                               |
| VÍR | Víkingur Reykjavík            | 7                             |                               |
| FYL | Fylkir                        | 8                             |                               |
| Awans z 1. deild                                                                                              |                               |                               |                               |
| FRA | Fram                          | 1                             |                               |
| HKÓ | HK                            | 2                             |                               |
| Oznaczenia: - kolumna pierwsza – skróty nazw drużyn, - kolumna trzecia – miejsce zajęte w poprzednim sezonie. |                               |                               |                               |

## Tabela
| Lp. | Drużyna                | M  | Z  | R | P  | Bramki | Bramki | Różn. | Pkt | Uwagi                                       |
| --- | ---------------------- | -- | -- | - | -- | ------ | ------ | ----- | --- | ------------------------------------------- |
| 1   | Valur (M)              | 18 | 11 | 5 | 2  | 41     | 20     | +21   | 38  | Liga Mistrzów UEFA • I runda kwalifikacyjna |
| 2   | FH1                    | 18 | 11 | 4 | 3  | 42     | 26     | +16   | 37  | Puchar UEFA • I runda kwalifikacyjna        |
| 3   | Akraness               | 18 | 8  | 6 | 4  | 34     | 27     | +7    | 30  | Puchar UEFA • I runda kwalifikacyjna        |
| 4   | Fylkir                 | 18 | 8  | 5 | 5  | 23     | 18     | +5    | 29  | Puchar Intertoto • I runda                  |
| 5   | Breiðablik             | 18 | 5  | 9 | 4  | 29     | 20     | +9    | 24  |                                             |
| 6   | Keflavík               | 18 | 5  | 6 | 7  | 26     | 32     | −6    | 21  |                                             |
| 7   | Fram                   | 18 | 3  | 7 | 8  | 25     | 31     | −6    | 16  |                                             |
| 8   | KR                     | 18 | 3  | 7 | 8  | 17     | 30     | −13   | 16  |                                             |
| 9   | HK                     | 18 | 4  | 4 | 10 | 17     | 35     | −18   | 16  |                                             |
| 10  | Víkingur Reykjavík (S) | 18 | 3  | 5 | 10 | 15     | 30     | −15   | 14  | Spadek do 1. deild                          |

## Wyniki
| Gospodarz \ Gość   | ÍA  | BRE | FRA | FYL | HKÓ | FH  | KRE | ÍBK | VAL | VÍR |
| Akraness           |     | 2:1 | 2:2 | 0:2 | 4:1 | 2:3 | 3:1 | 2:1 | 2:1 | 1:0 |
| Breiðablik         | 3:0 |     | 2:2 | 0:1 | 3:0 | 4:3 | 1:1 | 2:2 | 0:0 | 1:1 |
| Fram               | 2:4 | 1:0 |     | 3:1 | 3:0 | 0:2 | 1:1 | 2:2 | 0:2 | 0:2 |
| Fylkir             | 2:2 | 0:3 | 1:1 |     | 1:0 | 1:2 | 0:0 | 4:0 | 1:2 | 1:0 |
| HK                 | 1:0 | 1:1 | 2:1 | 1:2 |     | 2:2 | 2:0 | 2:1 | 1:4 | 2:2 |
| FH                 | 1:1 | 2:1 | 3:3 | 0:0 | 4:0 |     | 5:1 | 3:2 | 0:2 | 4:1 |
| KR                 | 1:1 | 1:1 | 2:1 | 1:1 | 3:2 | 0:2 |     | 1:2 | 0:3 | 1:2 |
| Keflavík           | 3:3 | 0:3 | 2:1 | 1:0 | 3:0 | 1:2 | 1:1 |     | 1:3 | 0:0 |
| Valur              | 2:2 | 2:2 | 1:1 | 2:4 | 1:0 | 4:1 | 2:1 | 2:2 |     | 3:1 |
| Víkingur Reykjavík | 0:3 | 1:1 | 2:1 | 0:1 | 0:0 | 1:3 | 0:1 | 1:2 | 1:5 |     |

Źródło:  (ang.)
Objaśnienia:
1Drużyna gospodarzy jest wymieniona po lewej stronie tabeli.
Kolory: zielony – zwycięstwo gospodarzy, żółty – remis, różowy – zwycięstwo gości.

## Najlepsi strzelcy
| Bramki | Strzelcy               | Drużyna            |
| ------ | ---------------------- | ------------------ |
| 13     | Jónas Grani Gardarsson | Fram               |
| 12     | Helgi Sigurðsson       | Valur              |
| 8      | Magnús Páll Gunnarsson | Breiðablik         |
| 8      | Tryggvi Guðmundsson    | FH                 |
| 8      | Siniša Valdimar Kekić  | Víkingur Reykjavík |
| 7      | 3 zawodników           | 3 zawodników       |
| 6      | 5 zawodników           | 5 zawodników       |